# Počajiv
Počajiv (ukrajinsky Почаїв, polsky Poczajów, Počajuv, rusky Почаев, Počajev) je malé město na Volyni v západní Ukrajině. Leží v Kremeneckém rajónu Ternopilské oblasti, historicky však spadá do regionu Volyň. Žije zde necelých 8 tisíc obyvatel. Autobusovými linkami je spojeno s Ternopilem, Kremencem a Radyvylovem.
Městečko je známé především díky slavnému poutnímu místu, Počajivské lávře. Klášter je druhým nejvýznamnějším na Ukrajině (po Kyjevské lávře - Ukrajina TV)[zdroj⁠?!] a rozsáhlý soubor staveb zahrnuje tři chrámy: katedrálu Svaté Trojice; chrám Nanebevzetí Bohorodičky a chrám představeného Joba. Je zde rovněž pravoslavný seminář.